# Gare de Vive-Saint-Éloi
La gare de Vive-Saint-Éloi (en néerlandais : station Sint-Eloois-Vijve) est une ancienne gare ferroviaire (fermée) belge de la ligne 66A, d'Ingelmunster à Anzegem, située à Vive-Saint-Éloi sur le territoire de la ville de Waregem dans la province de Flandre-Occidentale en région flamande.
Elle est mise en service en 1887 par l'administration des chemins de fer de l'État-Belge et est définitivement fermée en 1972 par la Société nationale des chemins de fer belges (SNCB). Seul subsiste l'ancien bâtiment voyageurs.

## Situation ferroviaire
Établie à 10 mètres d'altitude, la gare de Vive-Saint-Éloi était située au point kilométrique (PK) 11,868 de la ligne 66A, d'Ingelmunster à Anzegem, entre la gare de Wielsbeke, qui la sépare de la gare d'Oostrozebeke, et la gare de Waregem.

## Histoire

### Création de la gare
Lorsque l'administration des chemins de fer de l'État-Belge met en service, le 20 décembre 1868, la ligne d'Ingelmunster à Anzegem en 1868. Il n'y a pas de station sur la commune bien que le conseil communal est fait une demande le 18 août 1868. Après le rejet de cette première requête, le conseil renouvelle sa demande en 1880 et doit argumenter avant d'obtenir une promesse d'ouverture qui intervient finalement le 3 novembre 1887, alors que les installations sont encore en travaux.

### Le bâtiment de la gare
Vers 1905, l'augmentation du trafic et le manque de confort pour les voyageurs nécessitent un nouveau projet qui aboutit à la mise en service d'un bâtiment plus important en mars 1913.
Il s’agit d’une variante largement dimensionnée des haltes de plan type 1893 alors construites sur tout le territoire belge. Elle possède une vaste aile de dix travées servant de salle d’attente et de magasin pour les colis et bagages à gauche du corps central qui était quant à lui utilisé comme résidence pour le chef de gare. Elle est construite en brique claire beige et ornée de bandeaux décoratifs de brique rouge ou gris foncé ainsi que de glaçures sous la corniche du corps central.
Elle fut sérieusement endommagée en 1918 lorsque les allemands en fuite y font sauter les voies.
La gare ferme au trafic des voyageurs en 1950 en même temps que la ligne au delà de Vive-Saint-Éloi et à celui des marchandises en 1972 lorsque cette section de ligne est définitivement démontée.
La gare, qui n’avait pas été démolie et a été restaurée dans les années 1990 après plusieurs années d’abandon, est désormais classée et est occupée depuis 1991 par un magasin de mobilier.

## Galerie de photos

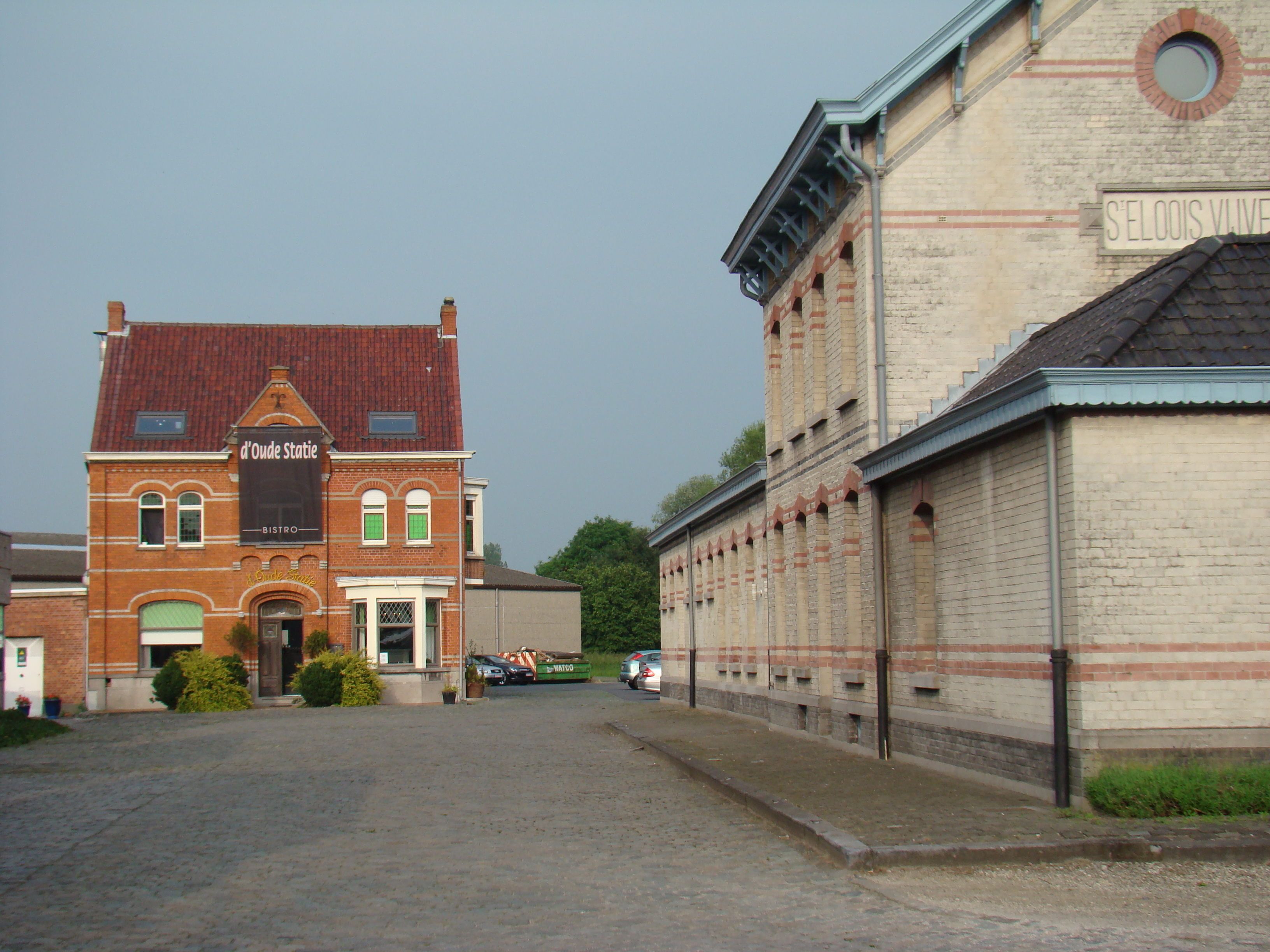
Le bâtiment en 2007.
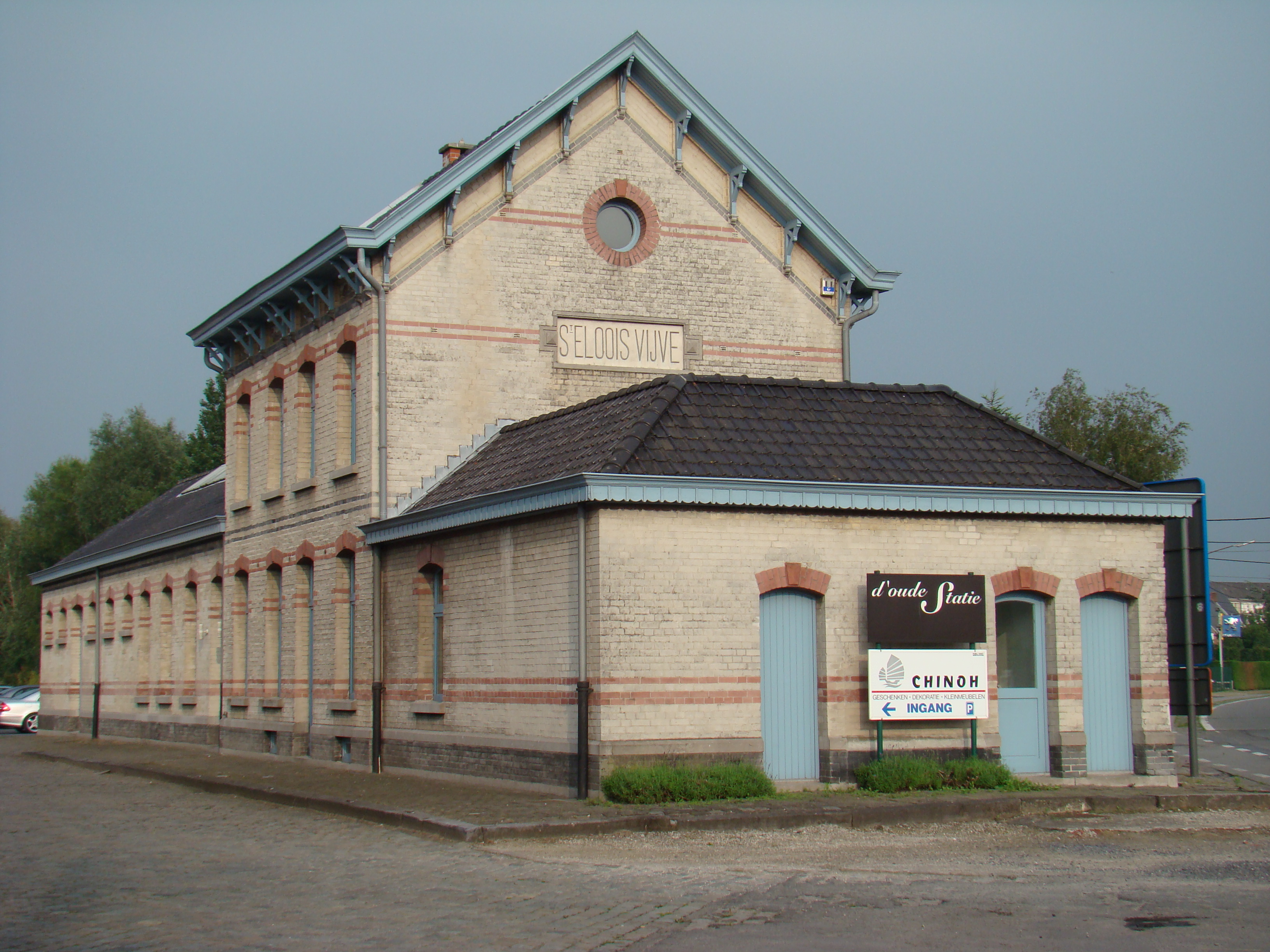
Le bâtiment en 2007.
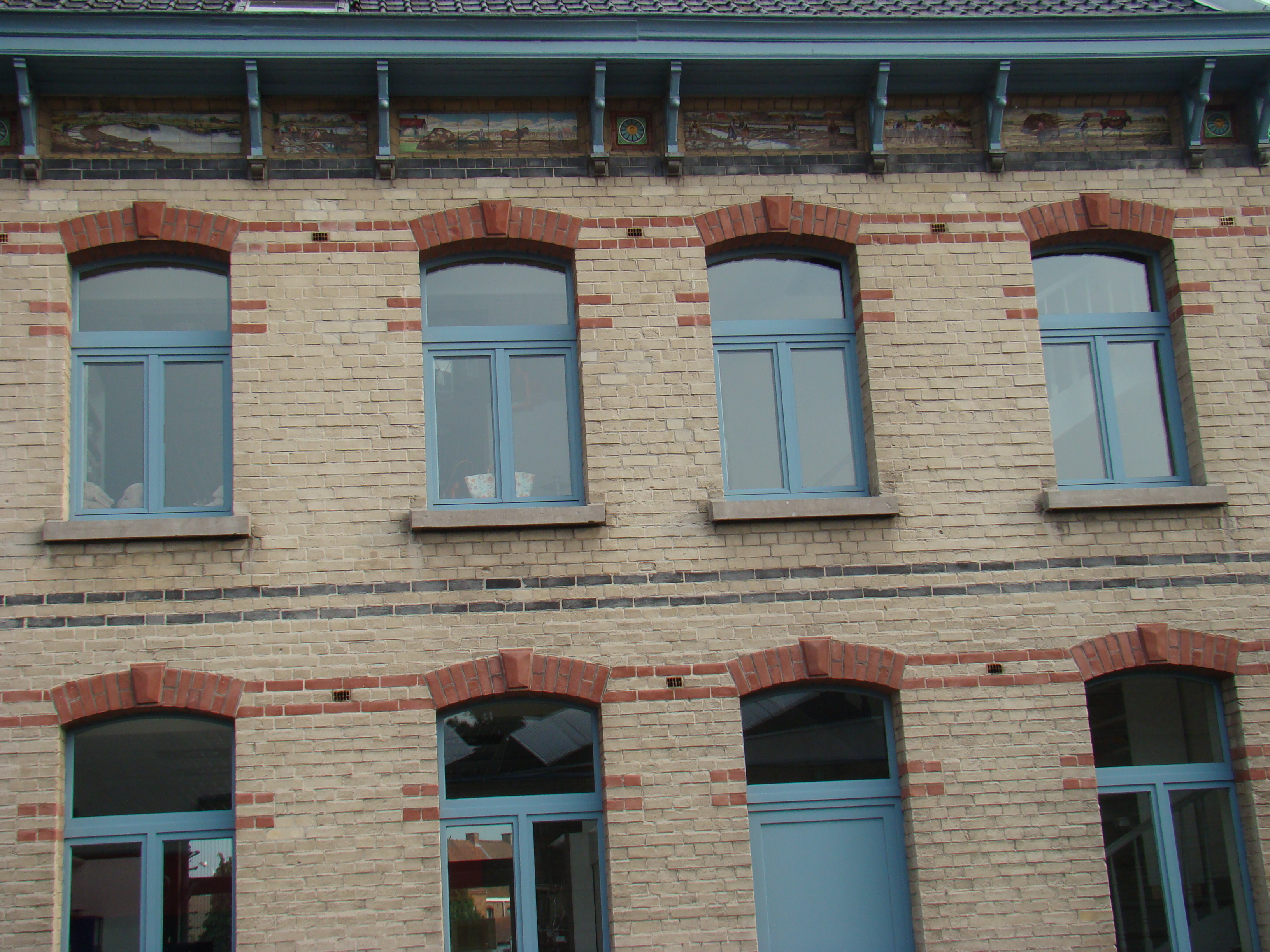
Détail corps principal.
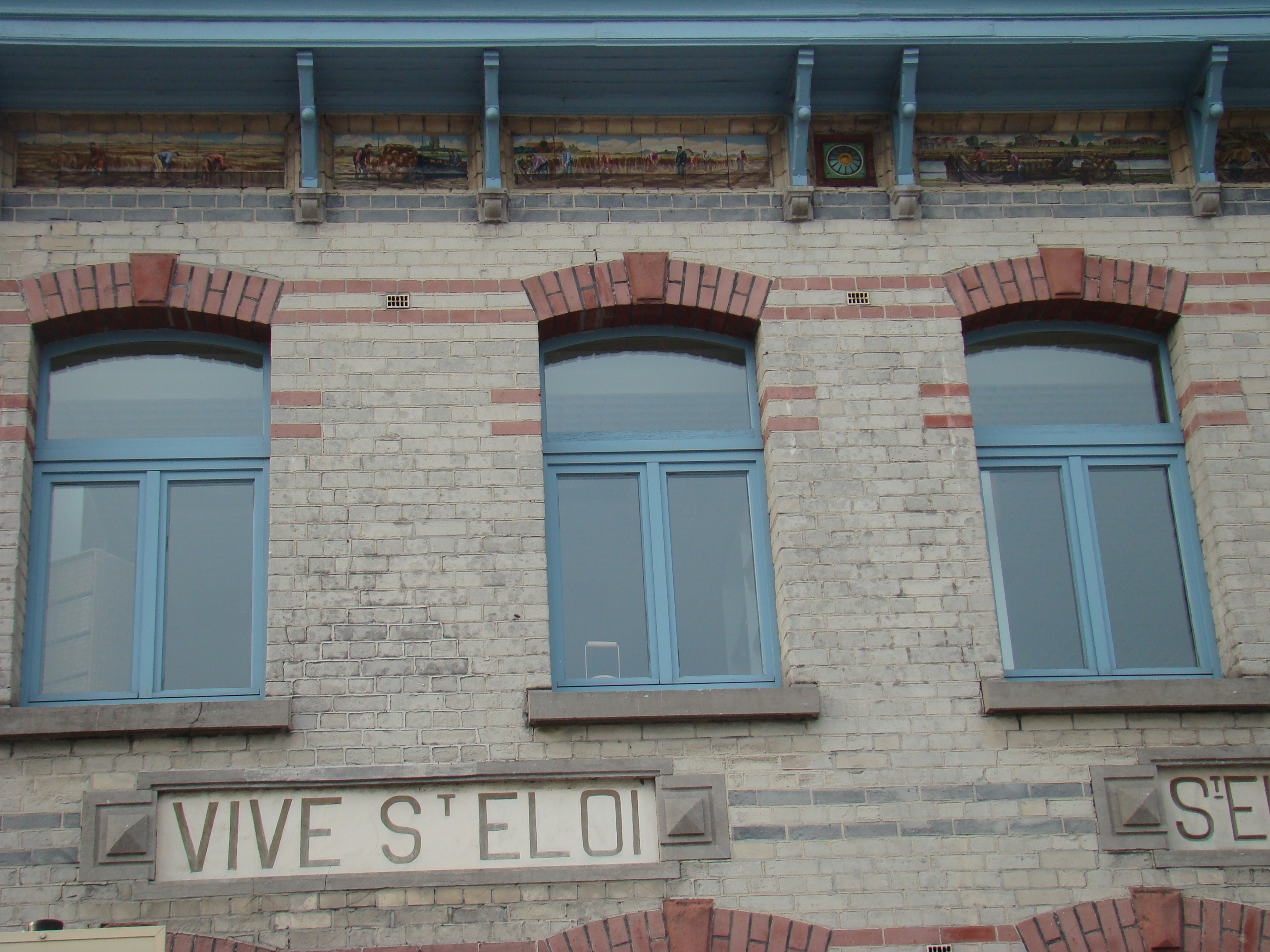
Détail nom de la gare en français.